# Œdipodie

L’Œdipodie (en grec ancien Οἰδιπόδεια) est une épopée grecque antique perdue composée à l'époque archaïque, et qui faisait partie d'un cycle épique, le cycle thébain, consacré à la dynastie royale de la cité béotienne de Thèbes. Elle relatait probablement l'accession d'Œdipe au trône de Thèbes. Attribuée au poète lacédémonien Cinéthon, qui a probablement vécu au VIIe siècle av. J.-C., l’Œdipodie comptait 6600 hexamètres dactyliques,. 

## Résumé
Deux éléments de l'intrigue de l’Œdipodie sont connus : le Sphinx y était représenté comme un monstre qui dévorait les Thébains dont Hémon, le fils de Créon - et Étéocle et Polynice, les deux fils d'Œdipe, n'y étaient pas les fils de Jocaste comme dans les tragédies composées par la suite, mais étaient issus d'un autre mariage avec une nommée Euryganéa, tandis qu'Œdipe et Jocaste n'avaient aucun enfant dans cette version, selon Pausanias.